# Edith Kneifl
Edith Kneifl, née le 1er janvier 1954 à Wels, en Autriche, est une femme de lettres autrichienne, auteure de roman policier.

## Biographie
Elle passe son enfance et sa jeunesse à Lenzing, en Haute-Autriche. Sa mère, une enseignante au primaire, devient politicienne socialiste pendant les années 1960, avant de terminer sa carrière comme bibliothécaire. Son père, un commis commercial, est élu maire social-démocrate de la communauté industrielle de Lenzing.
De 1973 à 1980, Edith Kneifl étudie la psychologie et l'ethnologie à l'université de Vienne, où elle obtient un doctorat. Elle travaille ensuite pour un groupe de travail interministériel sur le traitement des problèmes des femmes dans le domaine de l'enseignement (1980-1981), puis comme organisatrice pour "Artistes pour la paix" jusqu'en 1983. Elle est également journaliste au Centre autonome de documentation et d'information de 1982 à 1984. 
À partir de 1986, elle s'installe à Vienne et publie des nouvelles dans des anthologies jusqu'à la publication de Zwischen zwei Nächten, son premier roman policier, en 1991.
Elle possède un petit yacht nommé Miss Marple en l'honneur de l'héroïne d'Agatha Christie.
Après avoir vécu un temps en Grèce et aux États-Unis, elle vit et travaille de nouveau à Vienne en tant que psychanalyste et romancière.

## Œuvre

### Romans
- Zwischen zwei Nächten (1991)
- In der Stille des Tages (1993)
- Triestiner Morgen (1995) Publié en français sous le titre Un matin à Trieste, Paris, Fleuve noir, coll. « Les Noirs » no 34 (1997)  (ISBN 2-265-06295-2)
- Ende der Vorstellung (1997)
- Allein in der Nacht (1999)
- Auf den ersten Blick (2001)
- Pastete mit Hautgout (2002)
- Kinder der Medusa (2004)
- Der Tod ist eine Wienerin (2005)
- Geheimes Venedig (2007)
- Geheimes Salzburg (2008)
- Geheimes Florenz & Chianti Classico (2008)
- Glücklich, wer vergisst (2009)
- Schön tot (2010)
- Stadt der Schmerzen (2011)
- Der Tod fährt Riesenrad (2012)
- Blutiger Sand (2012)
- Die Tote von Schönbrunn (2013)
- Satans Braut (coécrit avec Stefan M. Gergely (de)) (2014)
- Totentanz im Stephansdom (2015)
- Tot bist du mir lieber: die Drei vom Naschmarkt ermitteln (2016)
- Der Tod liebt die Oper (2017)

### Anthologies
- Tatort Kaffeehaus (2011)
- Tatort Beisl (2011)
- Tatort Prater (2012)
- Tatort Friedhof (2012)
- Tatort Würstelstand (2013)
- Tatort Rathaus (2013)

## Filmographie

### Adaptation
- 2002 : Taxi für eine Leiche, téléfilm autrichien réalisé par Wolfgang Murnberger, avec Brigitte Kren, Gertraud Jesserer, Karlheinz Hackl, adaptation de Ende der Vorstellung

## Prix et distinctions
- Prix Theodor Körner 1988[1]
- Prix Friedrich-Glauser (de) 1992 du meilleur roman pour Zwischen zwei Nächten[2]
- Prix Romy 2003 du meilleur téléfilm pour Taxi für eine Leiche[1]